# آخرین لژیون (فیلم)
'آخرین لژیون  یا آخرین سپاه (به انگلیسی|The Last Legion) فیلمی ماجراجویی و تاریخی برگرفته از رمان ولریو ماسیمو مانفردی و نوشته جیز باتروورس است که توسط داگ لفلر کارگردانی و توسط کمپانی واینستین کمپانی تولید و در سال ۲۰۰۷ اکران گردید.

## داستان
زمانی که امپراتوری رم در حال فرو ریزی است، «رمولوس آگوستوس» جوان از شهر می‌گریزد، و پا در راهی خطرناک برای رسیدن به طرفدارانش در بریتانیا، می‌گذارد.

## بازیگران
| شماره | بازیگر        | نقش             | صداپیشه          | توضیحات      |
| ----- | ------------- | --------------- | ---------------- | ------------ |
| ۱     | کالین فرث     | آئُرلیوس         | منوچهر زنده دل   |              |
| ۲     | آیشواریا رای  | میرا            | مینو غزنوی       |              |
| ۳     | بن کینگزلی    | مرلین           | اکبر منانی       |              |
| ۴     | توماس سنگستر  | رومولوس آگوستوس | فریبا شاهین مقدم |              |
| ۵     | پیتر مولان    | اودوآکر         | میرطاهر مظلومی   |              |
| ۶     | کوین مک کید   | وُلفیلا          | اصغر افضلی       |              |
| ۷     | جان هانا      | نستُر            | غلامرضا صادقی    |              |
| ۸     | الکساندر صدیق | تِئُدوروس         |                  | سفیر بیزانس  |
| ۹     | ایان گلن      | اورستس          |                  |              |
| ۱۰    | هری ون گرکوم  | ورت گِرْن         |                  | شاه بریتانیا |
| ۱۱    | بتا بن عمار   | فلاویا          |                  | مادر رومولوس |